# Jean Samuel Pauly
Jean Samuel Pauly o Samuel Johannes Pauly, fou un dissenyador i fabricant d'armes nascut a Vechigen, prop de Berna, Suïssa el 13 d'abril de 1766.

## Carrera
El 1798, als 32 anys, Pauly es va convertir en Sergent d'Artilleria. Va lluitar com a membre de l'Exèrcit suís, al costat dels francesos, sota el comandament d'André Masséna. Durant les seves campanyes, el 1799, Pauly va escriure un manual sobre l'ús d'armes de foc.
Pauly es va traslladar a París el 1802, on va treballar en el disseny d'una aeronau i va mantenir contacte amb el fabricant d'armes de Saint-Étienne. El 1804 va dissenyar un pont automàtic. Pauly usava per a si mateix el títol de "Coronel Jean Samuel Pauly". Va establir un taller armer on va desenvolupar un mecanisme de dispar amb fulminat de mercuri. El 1809 va prendre com a empleat a l'alemany Johann Nikolaus von Dreyse, qui més tard seria l'inventor del famós fusell Dreyse.

## Cartutx auto-contingut
El 1808, amb la col·laboració del armer francès François Prélat, Pauly va crear el primer cartutx autocontingut, incorporant una base de coure amb fulminat de mercuri (la major innovació de Pauly), una beina de paper i una bala de punta roma. El cartutx s'introduia per la recambra i es disparava amb una agulla. A partir de llavors, l'arma de retrocàrrega de foc central amb percussió per agulla es convertiria en la principal característica de les armes de foc. L'arma corresponent també va ser desenvolupada per Pauly. Més tard, va realitzar una versió millorada, que va patentar el 29 de setembre de 1812. El cartutx va ser posteriorment millorat per l'armer francès Casimir Lefaucheux el 1836.
Després de la caiguda de Paris en mans dels aliats el 5 d'abril de 1814, von Dreyse va abandonar França i es va traslladar a Prússia i Pauly es va traslladar a Londres, on va continuar el desenvolupament de diverses armes sota el patrocini de Durs Egg.